# Ulrich Heinrich

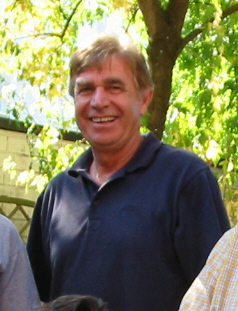
Ulrich Heinrich MdB bei einem Ausflug der FDP Hohenlohe in Mainhardt (2003)

Ulrich Heinrich (* 11. Dezember 1939 in Tettnang; † 16. Oktober 2007 in Heidelberg) war ein deutscher Politiker (FDP).

## Leben und Politik
Ulrich Heinrich war selbstständiger Landwirtschaftsmeister und bewirtschaftete seinen eigenen Betrieb in Neuenstein.
Er war vom 18. Februar 1987  bis 2005 (fünf Wahlperioden) Mitglied des Deutschen Bundestages und wurde über die Landesliste der FDP in Baden-Württemberg gewählt (Wahlkreis Schwäbisch Hall-Hohenlohe). In den Jahren 1994 bis 2002 war er Parlamentarischer Geschäftsführer der FDP-Bundestagsfraktion und Vorsitzender der Landesgruppe Baden-Württemberg, von 2002 bis 2005 war er Mitglied im Ausschuss für wirtschaftliche Zusammenarbeit und Entwicklung sowie agrarpolitischer Sprecher der FDP-Bundestagsfraktion. Heinrich gehörte in den Jahren 1980 bis 1989 dem Gemeinderat der Stadt Neuenstein an.
Heinrich wurde 2007 mit dem Bundesverdienstkreuz I. Klasse des Verdienstordens der Bundesrepublik Deutschland geehrt.
Er war mit Renate Heinrich verheiratet. Aus der Ehe gingen 4 Kinder hervor. Renate Heinrich wurde am 4. Dezember 2008 mit dem Bundesverdienstkreuz für ihr außergewöhnlich großes Engagement in den verschiedensten Ehrenämtern für die Frauen im ländlichen Raum ausgezeichnet.